# Еланка (Усть-Таркский район)
Ела́нка — село в Усть-Таркском районе Новосибирской области. Административный центр Еланского сельсовета.

## География
Площадь села — 284 гектаров. Стоит на реке Еланка, от неё село получило своё название.

## История
Учреждено в 1690 году по царскому указу крепостными людьми из разных губерний Европейской России. Была приписана к Карташёвскому погосту Тарского уезда.
В 4 ревизии за 1782 год записана как деревня Елания, позже  в 5 ревизии за 1795 год уже записано как село Еланское.
В 1782 году становится волостным центром Еланской волости (в разное время в составе Тарского уезда, Омского округа, Тюкалинского уезда, Калачинского уезда).
В 1925 году Еланская волость преобразована в Еланский район Сибирского края.
В 1932 году Еланский район упразднён и разделён между Большереченским, Иконниковским, Татарским районами.

## Население
| 2002 | 2007 | 2010 |
| ---- | ---- | ---- |
| 923  | ↘757 | ↘676 |

## Инфраструктура
В селе по данным на 2007 год функционируют 1 учреждение здравоохранения и 1 учреждение образования.